# Kipling (Schiff)
HMS Kipling (F91) war ein britischer Zerstörer der K-Klasse. Das von Oktober 1937 bis zum Dezember 1939 bei Yarrow & Company gefertigte Schiff wurde als erstes Schiff der Royal Navy nach dem britischen Literatur-Nobelpreisträger Rudyard Kipling benannt.
Im Zweiten Weltkrieg wurde das Schiff mit den Battle Honours „Atlantic 1939“, „Norway 1940“, „Crete 1941“, „Mediterranean 1941“, „Malta Convoys 1941–42“, „Libya 1941–42“ und „Sirte 1942“ ausgezeichnet.
Am 11. Mai 1942 wurde die Kipling vor Marsa Matruh durch die deutsche Luftwaffe versenkt, die aus dem britischen Zerstörerverband auch die Lively versenkte und die Jackal so schwer beschädigte, dass auch sie aufgegeben werden musste. Nur das Schwesterschiff Jervis entkam den Angriffen und konnte viele Schiffbrüchige retten.

## Geschichte
HMS Kipling wurde als Zerstörer der K-Klasse im Frühjahr 1937 bei Yarrow & Co. in Scotstoun/Glasgow bestellt. Der Neubau mit der Baunummer 1706 wurde am 20. Oktober 1937 auf Kiel gelegt und am 19. Januar 1939 als Kipling vom Stapel gelassen. Die Taufe des Zerstörers erfolgte durch Elsie Bambridge, die Tochter des 1936 verstorbenen Nobelpreisträgers. Am 12. Dezember 1939 wurde der neue Zerstörer in Dienst gestellt und der in Bildung befindlichen 7. Zerstörerflottille der Home Fleet zugeteilt; der schlechte Bereitschaftszustand der J- und K-Klasse führte schon im Mai 1940 zur Zuweisung aller Schiffe zur 5. Zerstörerflottille. Wie andere Schiffe der Klasse hatte auch die Kipling nach ihrer Indienststellung Maschinenschäden und Undichtigkeiten am Rumpf, die immer wieder Werftaufenthalte erzwangen.

### Einsätze
Am 13. April 1940 begleitete der Zerstörer während der britischen Abwehrversuche gegen die deutsche Besetzung Norwegens (Unternehmen Weserübung) mit Janus, Juno und Hereward den Schweren Kreuzer Suffolk zur Beschießung des von den Deutschen besetzten Flughafens Stavanger. Auf dem Rückmarsch wurde der Verband mehrfach aus der Luft angegriffen. Neben der schwer beschädigten Suffolk erhielt auch Kipling am 17. zwei Bombentreffer. Die Reparatur des Zerstörers dauerte bis zum August 1940. Im Oktober 1940 verlegte der Zerstörer mit der 5. Flottille zum Ärmelkanal nach Plymouth, wo die Zerstörer zur Abwehr deutscher Einheiten zur Verfügung stehen sollten, die auf Basen im besetzten Nordfrankreich verlegt hatten.
In der Nacht zum 11. Oktober sicherte die „5th Destroyer Flotilla“ mit Kipling sowie Jackal, Jaguar, Javelin, Jupiter, Kashmir und Kelvin das Schlachtschiff Revenge, das die Hafeneinrichtungen von Cherbourg beschoss. Neben den 120 Schuss der schweren Artillerie der Revenge feuerten auch die Zerstörer 800 Schuss auf die ausgesuchte Ziele. Auf dem Rückmarsch führten fünf der Zerstörer einschließlich Kipling ein kurzes Gefecht mit der deutschen 5. Torpedobootsflottille, die sich mit Greif, Kondor, Falke, Seeadler und Wolf ebenfalls auf dem Rückmarsch aus dem Seegebiet vor der Isle of Wight befand.
Vom 24. bis zum 27. März 1941 sicherte die „5th Destroyer Flotilla“ unter Captain Lord Mountbatten mit den Zerstörern Kipling, Kashmir, Kelly, Kelvin und Jackal drei Minenunternehmen des Minenlegers Abdiel und „20th (Minelaying) Destroyer Flotilla“ mit Intrepid, Impulsive und Icarus vor Brest. Die Sperren wurden zu spät ausgebracht, da die deutschen Schlachtschiffe Scharnhorst und Gneisenau schon am 22. ihre neue Basis erreicht hatten.

### Einsätze im Mittelmeer
Ab dem 21. April 1941 verlegte die Kipling mit weiteren Einheiten der 5. Flottille ins Mittelmeer, um künftig bei der Force K von Malta gegen den Versorgungsverkehr der Achsenmächte von Italien nach Nordafrika eingesetzt zu werden. Vom 24. bis zum 28. April verlegte Kipling dann mit den Schwesterschiffen Kelly, Kashmir, Kelvin, Jackal und Jersey zusammen mit dem Kreuzer Dido und dem Minenleger Abdiel weiter nach Malta. Dido, Abdiel und der ebenfalls aus Gibraltar eingetroffene Zerstörer Imperial liefen nach der Löschung ihrer für Malta bestimmten Ladungen dann zusammen mit den Zerstörern Jervis, Jaguar, Janus, Juno und Nubian der „14th Destroyer Flotilla“, die bislang bei der Force K in Malta eingesetzt waren, sowie dem leeren Transporter Breconshire weiter nach Alexandria zur Mediterranean Fleet.

Nach einer vergeblichen Suche der Force K nach einem italienischen Geleit konnten am 2. Mai zwar Kelly, Jackal und Kelvin in Malta’s Grand Harbour einlaufen, die folgende Jersey löste jedoch eine Mine aus, die ein italienisches Flugzeug abgeworfen hatte, und sank. Der gesunkene Zerstörer blockierte die Einfahrt zum Hafen. Der Befehlshaber der Force K entschied sich, mit seinem Flaggschiff Gloucester und den Zerstörern Kashmir und Kipling nach Gibraltar auszuweichen. Als Sicherung eines Verbands mit Verstärkungen für die Mittelmeerflotte kehrten sie am 6. Mai wieder zurück, liefen aber an Malta vorbei. Die drei in Malta eingeschlossenen Zerstörer konnten inzwischen wieder auslaufen und schlossen sich dem Verband an. Auf dem Marsch nach Alexandria wurden die Zerstörer der 5. Flottille detachiert und beschossen in der Nacht zum 11. Mai Bengasi. Sie kehrten dann nach Malta zurück, um weiter gegen Versorgungstransporte der Achsenmächte eingesetzt zu werden.

Ende Mai gehörte die Kipling mit den anderen Einheiten der Force K aus Malta zu den Kräften der Mittelmeerflotte, die im Kampf um Kreta eingesetzt wurden. In der Nacht zum 23. Mai beschoss sie mit Kashmir und Kelly den von den Deutschen besetzten Flugplatz Maleme. Wegen eines Ruderschadens konnte sie den beiden anderen Zerstören zeitweise nicht folgen, die am frühen Morgen des 23. von Ju-87-Stukas der I./StG.2 versenkt wurden. Kipling konnte 279 Schiffbrüchige der Schwesterschiffe retten, kollidierte dabei aber mit der sinkenden Kelly, wobei ein Tank leck schlug. Während des nur mit reduzierter Fahrt möglichen Rückmarsches wurde sie mehrfach aus der Luft angegriffen, aber nicht getroffen. Sie blieb schließlich ohne Treibstoff liegen. Der Netzleger Protector konnte sie versorgen und am 25. erreichte die beschädigte Kipling mit den Geretteten Alexandria.
Als die Alliierten das bislang von Vichy-Frankreich kontrollierte Syrien besetzten, war der Zerstörer bedingt einsatzbereit, aber nicht an Kämpfen mit französischen Einheiten beteiligt. Anschließend wurde die Kipling zur Sicherung der Versorgung des belagerten Tobruk eingesetzt und unterstützte den Vormarsch der 8. Armee.
Am 28. Dezember 1941 ortete die Kipling nördlich von Marsa Matruh das deutsche U-Boot U 75, welches kurz zuvor den britischen Dampfer Volo versenkt hatte, und griff es mit Wasserbomben an. Das U-Boot wurde zum Auftauchen gezwungen und durch Geschützfeuer so schwer beschädigt, dass es auf der Position 31° 50′ N, 26° 40′ O sank.
Ab Jahresbeginn 1942 folgten für den Zerstörer Sicherungseinsätze an Versorgungskonvois von Alexandria nach Malta. Im März 1942 wurde die Kipling der 14. Zerstörerflottille in Alexandria zugeteilt. ´
Die Zerstörergruppe verließ am 10. März den Hafen, um die Leichten Kreuzer Naiad und Euryalus bei ihrer Suche nach feindlichen Schiffen vor Tripoli abzuschirmen. Die Suche blieb erfolglos und auf dem Rückweg schlossen sich der Kreuzer Cleopatra und der Zerstörer Kingston der Gruppe an. Die Rückfahrt wurde von heftigen Luftangriffen begleitet. Nördlich von Marsa Matruh wurden die Schiffe zusätzlich von dem deutschen U-Boot U 565 attackiert, welches das britische Flaggschiff Naiad torpedierte. Diese sank binnen 20 Minuten und Kipling, Jervis und Lively bemühten sich, so viele Überlebende wie möglich zu bergen. 582 Mann der 668 Mann an Bord der Naiad konnten gerettet werden.
Ab dem 21. März 1942 gehörte die Kipling zu den Sicherungseinheiten des Malta-Konvois MW 10 aus Alexandria, der die britische Insel mir Flugzeugteilen, Flak, Treibstoff, Lebensmitteln und Munition versorgen sollte. Die vier Transporter des Geleitzuges wurden durch vier leichte Kreuzer, elf Zerstörer, sechs Geleitzerstörer und den alten Flakkreuzer Carlisle gesichert, die der kommandierende Admiral Philip Vian in sieben Divisionen eingeteilt hatte. Der britische Verband wurde am 23. März von der italienischen Flotte mit dem Schlachtschiff Littorio, zwei Schweren und einem Leichten Kreuzer sowie zehn Zerstörern angegriffen. Dazu kamen trotz des schlechten Wetters wiederholte Luftangriffe. Während die Transporter mit der Carlisle und den Hunt-Zerstörern auswichen, versuchten die anderen Gruppen durch Rauchschleier ihre Absichten zu verdecken. Obwohl hoffnungslos unterlegen, fuhr unter anderem die Erste Division mit den Zerstörern Jervis, Kingston, Kelvin und Kipling sogar einen Torpedoangriff auf die italienischen Einheiten. Das Gefecht wurde schließlich bei Einbruch der Dunkelheit von den Italienern abgebrochen, die drei der britischen Kreuzer und vier Zerstörer beschädigt hatten
- siehe Zweites Seegefecht im Golf von Syrte

### Verlust derKipling
Am 10. Mai 1942 war eine aus Jackal, Jervis, Kipling und Lively bestehende Zerstörergruppe von Alexandria aus unterwegs, um einen für Bengasi bestimmten italienischen Geleitzug abzufangen. Dabei wurden sie am 11. Mai vor Marsa Matruh von vierzehn deutschen Ju-88-Bombern des Lehrgeschwaders 1 aus Kreta angegriffen. Bereits die erste Angriffswelle versenkte die Lively, den einzigen Zerstörer der Gruppe, der über eine zur Luftabwehr gut geeignete Hauptbewaffnung verfügte. Die zweite Welle erzielte schwere Treffer im Maschinenraum der Kipling, die auch schnell auf der Position 32° 23′ N, 26° 11′ O unterging. Die Jackal wurde so schwer beschädigt, dass sie am nächsten Tag von der Jervis versenkt werden musste. Der Jervis gelang als einzigem Schiff der Gruppe die Rückkehr nach Alexandria, wobei sie 630 Überlebende der versenkten Schiffe in Sicherheit bringen konnte. 221 Mann der Kipling konnten gerettet werden; nur 29 starben beim Untergang des Schiffes.

### Bewaffnung
Die Bewaffnung bestand aus sechs 120-mm-Kanonen in Doppellafetten Mk.XII zum Einsatz gegen See- und Luftziele (zwei Türme vor der Brücke, der hintere in überhöhter Position; eine Lafette auf einer Plattform hinten). Als Flakbewaffnung besaß der Zerstörer ein 2-Pfünder-Vierlingsgeschütz Mk.VIII auf einer Plattform hinter dem Schornstein sowie zwei Vierfach-0,5-inch-(12,7-mm)-Fla-MGs. Zehn Torpedorohre in zwei Sätzen von je fünf Rohren und Wasserbomben komplettierten die Bewaffnung.
Die schlechte Verteidigungsfähigkeit der Klasse gegen Luftangriffe führte ab 1940 zum Austausch des hinteren Torpedorohr-Satzes gegen eine 102-mm-Mk.V-Flak. Später wurden auch die Vickers-FlaMGs durch vier einzelne Oerlikon-Maschinenkanonen ersetzt.